# Hiéroglyphe égyptien F42
Pour les articles homonymes, voir Côte.
La côte, en hiéroglyphes égyptiens, est classifiée dans la section F « Parties de mammifères » de la liste de Gardiner ; cet hiéroglyphe y est noté F42.

## Représentation
Il représente une côte à laquelle est accroché un morceau de chair. Il est translittéré spr ou jbḥ. 

## Utilisation
| s | p · r | F42 |

| s | p · r | F42 |

| F42 · Z1 · F51A |

| F42 · Z1 · F51A |

| F42 · Z1 · F51A |

| F42 · Z1 · F51A |

| F42 · r | D54 |

| F42 · r | D54 |

## Exemples de mots
| F42 · r | A2 |

| F42 · r | A2 |

| F42 · r · t | A2 |

| F42 · r · t | A2 |

| F42 · r | w | A2 | A1 |

| F42 · r | w | A2 | A1 |